# Taicang
Taicang is een stad en een arrondissement in de prefectuur Suzhou in de Chinese provincie Jiangsu. Bij de volkstelling van 2020 had de stad zelf 586.830 inwoners, het arrondissement had 831.113 inwoners.
Taicang is een noordelijke satellietstad van Suzhou en grenst ten oosten ook aan de miljoenenstad Shanghai.